# Altero Matteoli
Altero Matteoli (Cecina, 8 settembre 1940 – Capalbio, 18 dicembre 2017) è stato un politico italiano, ministro dell'ambiente nei governi Berlusconi I, II e III e ministro delle infrastrutture e dei trasporti nel governo Berlusconi IV.

## Biografia

### Deputato del MSI ed AN

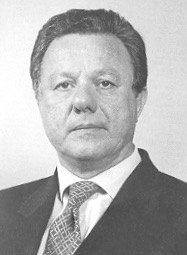
Altero Matteoli nel 1994

Esponente del Movimento Sociale Italiano (MSI), di cui Matteoli è stato segretario regionale in Toscana, cresce politicamente accanto a Beppe Niccolai, storico esponente pisano dell'MSI.
Alle elezioni politiche del 1983 viene eletto deputato per il Movimento Sociale Italiano, venendo riconfermato nel 1987, 1992 e 1994.
Nel 1995 aderisce alla svolta di Fiuggi di Gianfranco Fini che trasforma l'MSI in Alleanza Nazionale (AN), nelle cui liste viene rieletto alla Camera nel 1996.
È stato consigliere comunale di Castelnuovo di Garfagnana (LU) e di Livorno per quattro consiliature, nonché consigliere provinciale di Livorno, sempre eletto nelle liste del MSI.
Alle elezioni politiche del 2006 è eletto in Senato. Fra le attività parlamentari, è stato membro della Commissione parlamentare d'inchiesta sul fenomeno della mafia e sulle associazioni criminali e similari, redigendo una relazione sulla collusione tra mafia e politica.
Primo firmatario di sette proposte di legge in materia di:
- istituzione dell'Ente per la valorizzazione del litorale pisano;
- istituzione in Pisa di una sezione distaccata del Tribunale amministrativo regionale della Toscana;
- legge quadro in materia di cave e torbiere; istituzione in Pisa di una sezione distaccata della Corte d'Appello di Firenze;
- assegnazione di alloggi agli appartenenti alle forze dell'ordine da parte degli Istituti autonomi case popolari;
- istituzione del consorzio Comuni della Garfagnana;
- obbligo delle Ferrovie dello Stato di istituire, sui treni-viaggiatori a lunga percorrenza, un servizio di assistenza sanitaria.

Cofirmatario di 36 proposte di legge, ha presentato 43 interrogazioni.

### Attività politica locale
Alle elezioni regionali in Toscana del 2000 è candidato presidente della regione per il centro-destra, ma viene sconfitto dal candidato del centro-sinistra Claudio Martini.

### Ministro dell'Ambiente
Nel maggio 1994 è uno dei quattro esponenti missini a essere nominato ministro, e ottiene il dicastero dell'ambiente nel Governo Berlusconi I fino al gennaio 1995.
Alle elezioni politiche del 2001 è stato eletto alla Camera dei deputati nel collegio uninominale di Lucca per la coalizione della Casa delle Libertà.
Dall'11 giugno 2001 fino al maggio 2006 è tornato a ricoprire la carica di ministro dell'ambiente e della tutela del territorio (Governi Berlusconi II e III). Capo di Gabinetto è stato il collaboratore Paolo Togni, vicepresidente della Sogin e presidente della sede italiana della multinazionale Waste Management.
La sua azione di governo al ministero dell'ambiente ha raccolto le critiche delle maggiori associazioni ambientaliste, che gli contestano:
- il ritardo nell'approvazione del piano nazionale di assegnazione delle emissioni, emanato nel febbraio 2006, a più di due anni dalla scadenza massima, a seguito di diversi richiami dell'Unione europea;
- il silenzio sui piani di attuazione concreta del protocollo di Kyoto;
- la previsione della costruzione di 103 nuovi inceneritori nel testo unico sui rifiuti, a scapito dell'investimento sulla raccolta differenziata;
- l'inerzia sulla mobilità urbana;
- l'accettazione del condono edilizio varato dal suo governo;
- la mancata battaglia contro l'abusivismo e i 180.000 nuovi edifici abusivi sorti durante il suo mandato ministeriale[5].

Nel marzo 2006 è stato insignito della laurea honoris causa in Ingegneria per l'Ambiente e il Territorio dall'Università degli Studi di Perugia, con 71 voti su 110. In tale occasione il preside Corrado Corradini ne ha lodato le attività "che hanno riguardato, con una serie di accordi di programma e convenzioni, l'Università degli Studi di Perugia": la costituzione del Centro di Ricerca sulle Biomasse, del Centro di Ricerca per la Meteorologia e i Cambiamenti Climatici, della Scuola Superiore del Territorio, Ambiente e Management.

### Senatore di Alleanza Nazionale
Al termine delle elezioni politiche del 2006 conquista un seggio al Senato e viene nominato capogruppo a Palazzo Madama di Alleanza Nazionale, fino al 2008.
È stato eletto sindaco di Orbetello il 29 maggio 2006, carica nella quale è rimasto fino al 2011.

### Ministro delle infrastrutture e dei trasporti

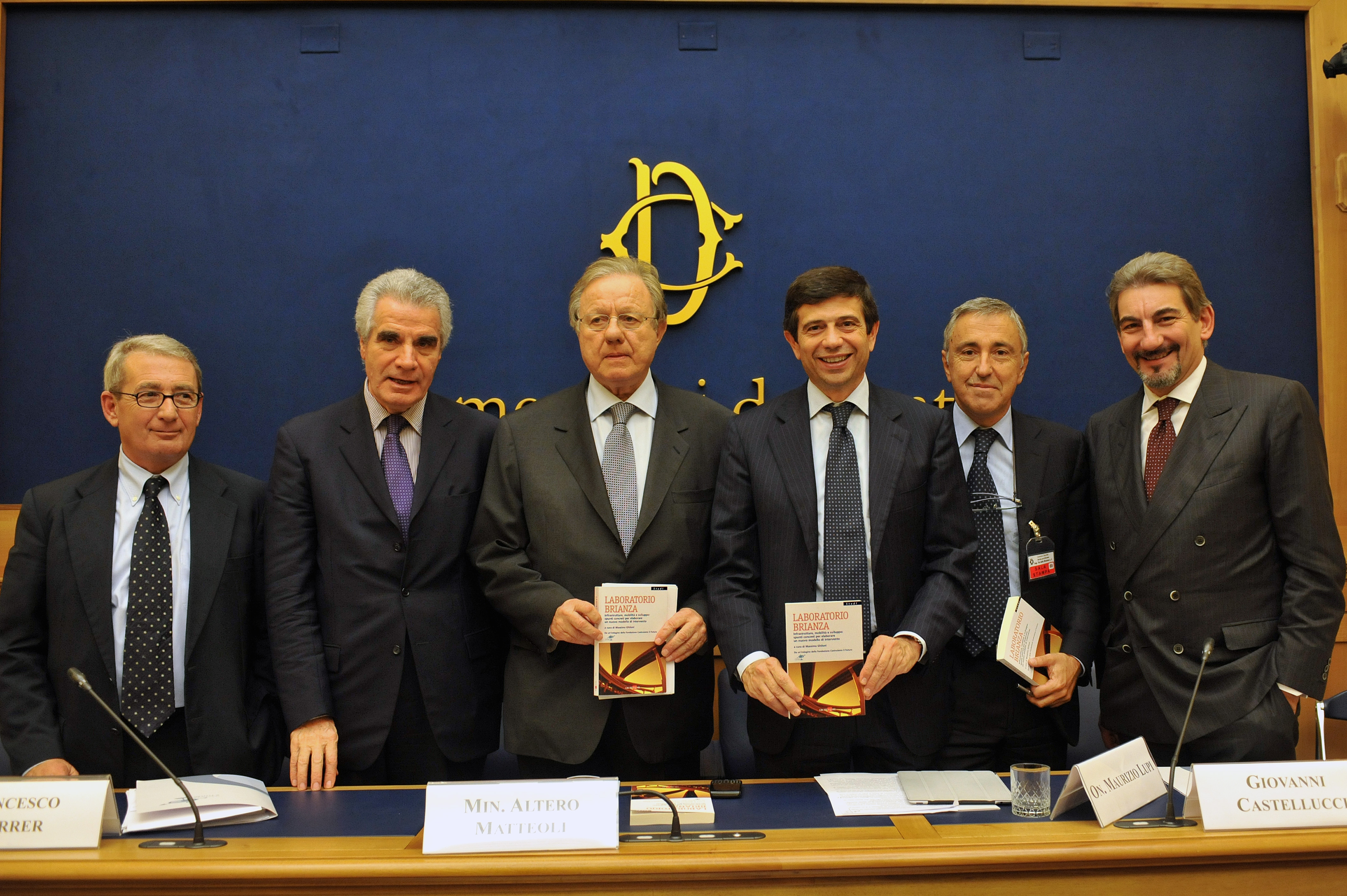
Altero Matteoli e Maurizio Lupi alla presentazione della Ricerca sulle infrastrutture il 19 ottobre 2011 a Roma

Con lo scioglimento di AN nel Popolo della Libertà, viene eletto in Senato con quest'ultimo. Nell'ultimo governo Berlusconi IV è ministro delle infrastrutture e dei trasporti. Tra i suoi atti in qualità di ministro ha siglato un accordo per la realizzazione del collegamento ferroviario ad alta velocità fra Torino e Lione (la cosiddetta Tav che era stata oggetto di alcune contestazioni) con i sindaci della Val Susa, alla presidente del Piemonte e ad altri enti locali..
Nel luglio 2009 Matteoli ha dato avvio per decreto al cosiddetto "Piano Casa", già preannunciato più volte anche dal presidente del Consiglio Berlusconi, ovvero a un progetto basato su ingenti investimenti che si prefigge, secondo il ministro, «l'obiettivo di realizzare centomila alloggi in cinque anni».
Nel dicembre 2009 ha proposto l'innalzamento dei limiti di velocità a 150 km/h sulle autostrade italiane. In un'intervista a Radio anch'io, così ha giustificato la proposta: "Sì è vero quando si va più forte si consuma di più, ma si sta meno in strada e quindi c'è un vantaggio anche per l'inquinamento". La proposta ha trovato l'opposizione dell'Associazione Italiana Familiari e Vittime della Strada.
Secondo l'Espresso, nel 2009 il figlio di Altero Matteoli, Federico, sarebbe stato assunto nella nuova Alitalia scavalcando centinaia di colleghi e nel 2002 fu anche l'ultimo pilota ad essere assunto a tempo indeterminato nella vecchia Alitalia.
Ha presieduto varie volte il Consiglio dei ministri, in qualità di ministro anziano, nei casi di assenza del premier Silvio Berlusconi, restando al governo fino al novembre 2011.

### Adesione a Forza Italia
Rieletto senatore nel febbraio 2013, è eletto Presidente della VIII Commissione (Lavori pubblici, Comunicazioni) del Senato.
Il 16 novembre 2013, con la sospensione delle attività del Popolo della Libertà, aderisce a Forza Italia.
Il 24 marzo 2014 diventa membro del Comitato di Presidenza di Forza Italia, con la funzione di responsabile delle alleanze elettorali.

### Morte
Il 18 dicembre 2017, all'età di 77 anni, Matteoli muore in un incidente stradale, avvenuto sulla Strada statale Aurelia nel territorio di Capalbio, apparentemente dopo che la sua auto aveva invaso l'altra corsia.
Il 21 dicembre successivo viene sostituito al Senato da Franco Mugnai, già parlamentare per tre legislature. I funerali si tengono lo stesso giorno a Roma nella basilica di Santa Maria sopra Minerva; in seguito la salma viene riportata in Toscana per un ultimo saluto nella villa di Casale Marittimo; infine, il giorno seguente, viene tumulata nella cappella di famiglia nel cimitero di Cecina.

## Procedimenti giudiziari
Nel 2004, quando era ministro dell'Ambiente e della Tutela del Territorio, viene accusato di favoreggiamento, per aver avvisato il prefetto di Livorno, Vincenzo Gallitto, di un'inchiesta a suo carico per abusi edilizi nell'Isola d'Elba che devastano il patrimonio ambientale della zona. Il tribunale dei ministri di Firenze dichiara la propria incompetenza funzionale e lascia il caso al tribunale ordinario. Nel 2009, la giunta della Camera nega l'autorizzazione a procedere per Matteoli, scatenando le critiche dell'opposizione. Il suo protetto Vincenzo Gallitto invece è stato condannato.
Nel febbraio 2005, quando era ministro dell'Ambiente, è stato indagato di nuovo per favoreggiamento e rivelazione di segreto d'ufficio in relazione all'inchiesta sul "mostro di Procchio", un complesso in costruzione a Marciana nell'isola d'Elba, in merito alla quale Matteoli, in una telefonata col prefetto di Livorno, aveva chiesto informazioni sulla notizia di una possibile indagine a suo carico per abusi edilizi, indagine al tempo ancora ignota al prefetto che dunque si allertò distruggendo le prove. L'indagine si inseriva in una più vasta inchiesta che coinvolgeva, tra gli altri, un giudice e due prefetti, accusati di corruzione. Poi l'ecomostro di Procchio è stato abbattuto
Rinviato a giudizio il 4 maggio 2006, dopo la prima udienza in ottobre, il 17 maggio 2007, la Camera bloccò il processo (394 voti favorevoli, 2 contrari e 32 astenuti), sollevando un conflitto di attribuzione tra poteri dello stato alla Consulta contro il Tribunale di Livorno che, non considerando la telefonata del Matteoli al prefetto di Livorno riconducibile alle sue funzioni ministeriali, aveva proceduto senza richiedere l'autorizzazione a procedere alla Camera.
Nel luglio 2009 la Corte Costituzionale ha annullato la richiesta di rinvio a giudizio espressa dal Tribunale di Livorno per favoreggiamento in relazione alla vicenda del complesso dell'isola d'Elba e dava ragione alla Camera dei deputati che aveva sollevato il conflitto di attribuzione, sostenendo che avrebbe dovuto essere il Tribunale dei Ministri a giudicare il ministro, previa autorizzazione a procedere da parte della Camera.
Nel 2014 Altero Matteoli risulta indagato per corruzione, tra i 100 indagati dalla Procura di Venezia, per l'inchiesta sul MOSE. l'ex Ministro dell'Ambiente e poi delle Infrastrutture e Trasporti nei Governi Berlusconi sarebbe entrato nel gioco di dazioni di denaro, in cambio di favori, costruito da Giovanni Mazzacurati, presidente del Consorzio Venezia Nuova, concessionario del ministero delle Infrastrutture per la realizzazione dell'opera, accusato di aver condizionato l'assegnazione dei lavori con la creazione di fondi neri da destinare al finanziamento illecito. In particolare, l'ex presidente del Consorzio Venezia Nuova Giovanni Mazzacurati, avrebbe confermato le accuse nei confronti dell'ex ministro: aveva riferito di aver consegnato in diverse occasioni più di 400.000 euro, proveniente dalla casse del Consorzio, per le campagne elettorali di Altero Matteoli e, inoltre, di aver inserito nell'appalto per i lavori di bonifica e marginamento l'azienda di Erasmo Cinque, compagno di partito dell'ex ministro, su richiesta pressante di Matteoli. Erasmo Cinque intascò una parte degli utili degli interventi pur non avendo lavorato mai. Il 14 settembre 2017 in primo grado Matteoli e Cinque vengono condannati a 4 anni di reclusione per corruzione.
La famiglia Matteoli ha presentato un ricorso post mortem  - caso rarissimo in giurisprudenza -  nella vicenda Mose per salvare la reputazione del congiunto in quanto, sostengono gli avvocati difensori, Altero Matteoli era ancora vivo quando il 14 settembre 2017 venne letta la sentenza che lo condannava a 4 anni ma morì prima del deposito delle motivazioni.